# Ocotitlán, Ayutla de los Libres
Ocotitlán är en ort i Mexiko.   Den ligger i kommunen Ayutla de los Libres och delstaten Guerrero, i den södra delen av landet, 270 km söder om huvudstaden Mexico City. Ocotitlán ligger 554 meter över havet och antalet invånare är 102.
Terrängen runt Ocotitlán är lite bergig. Runt Ocotitlán är det ganska tätbefolkat, med 58 invånare per kvadratkilometer. Närmaste större samhälle är Ayutla de los Libres, 7,9 km sydväst om Ocotitlán. I omgivningarna runt Ocotitlán växer huvudsakligen savannskog.